# Poisy
 Poisy  es una población y comuna francesa, en la región de Ródano-Alpes, departamento de Alta Saboya, en el distrito de Annecy y cantón de Annecy-Nord-Ouest.

## Demografía
| 1155 | 1717 | 2407 | 2902 | 4316 | 5487 |
| Para los censos de 1962 a 1999 la población legal corresponde a la población sin duplicidades (Fuente: INSEE [Consultar]) |      |      |      |      |      |